# Dastar

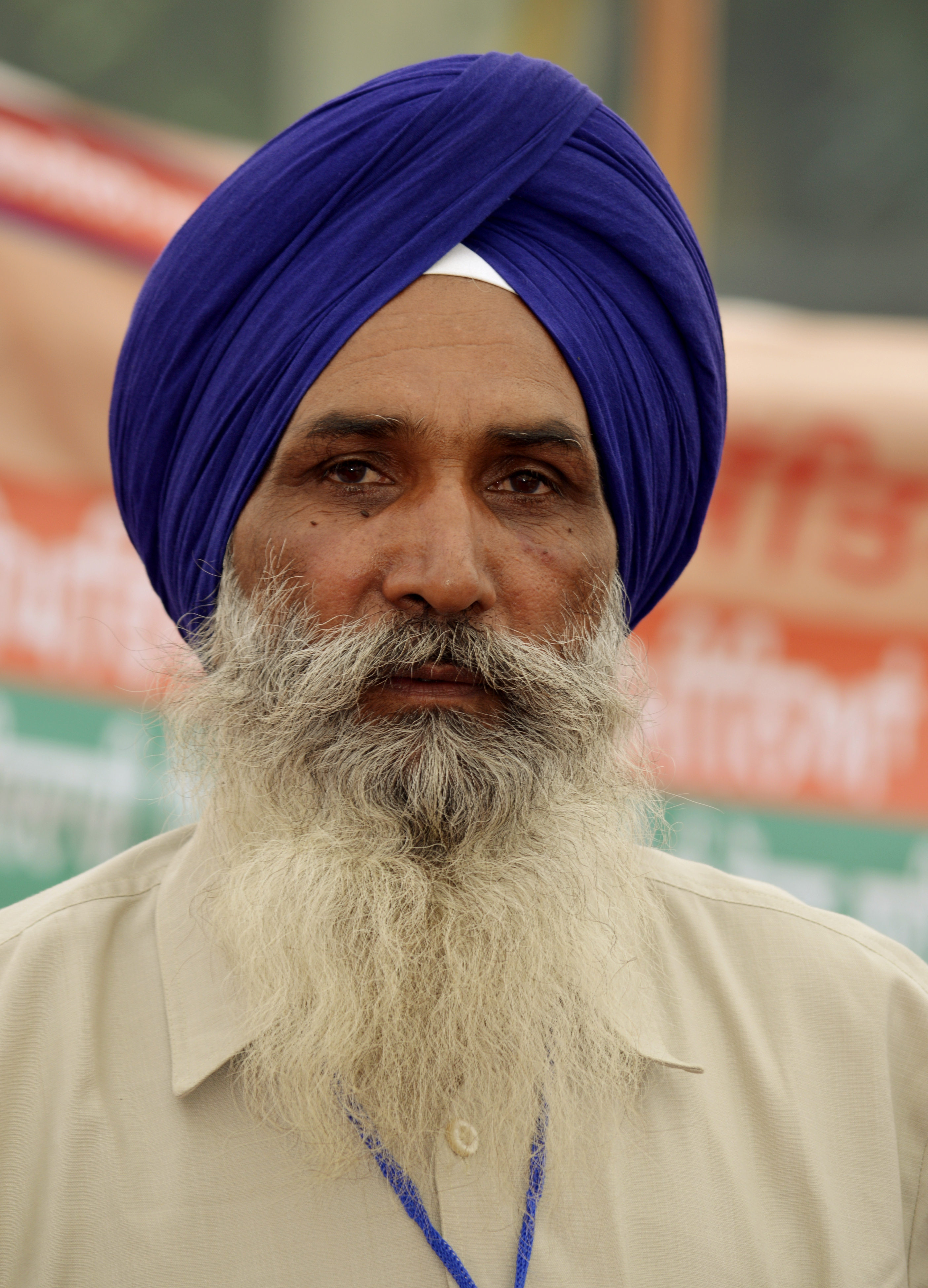
Sikh-Mann mit Dastar, 2012

Dastar (Panjabi: ਦਸਤਾਰ; von persisch دستار) bezeichnet den Turban der Sikhs.

## Gebrauch im Sikhismus
Dastar ist ein Wort aus der Gurmukhi-Schrift. Er geht auf den Begriff dast-e-yār zurück, der bedeutet „Die schützende Hand Gottes stets auf dem Kopf zu haben“.

“For a Sikh, there is no restriction or requirement as to dress except that he must wear Kachhehra and turban. A Sikh woman may or may not tie turban.”

„Für einen Sikh[-Mann] gibt es keine Beschränkung oder Vorschrift der Kleidung, außer dass er ein Kachera [religiöses Kleidungsstück] und einen Turban tragen muss. Eine Sikh-Frau kann, muss sich aber nicht einen Turban binden.“

Getaufte, praktizierende Sikhs (Amritdharis), vor allem männliche Religionsanhänger, tragen den Dastar, der jeden Morgen neu gebunden wird. Er bedeckt das aus spirituellen Gründen ungeschnittene Haar, sowie das Dasam Duar („Zehntes Tor“), das den Sikh als spirituelles Energiezentrum an der Kopfoberseite gilt. Die Kopfbedeckung samt Haar drückt entsprechend dem Selbstverständnis der Sikhs Weltzugewandtheit, Nobilität und Respekt vor der Schöpfung aus. Der Dastar erinnert darüber hinaus an die zehn Sikh-Gurus, die alle Turban trugen, insbesondere Gobind Singh, der zu dessen Verbreitung im Sikhismus beitrug.

### Frauen und Kinder

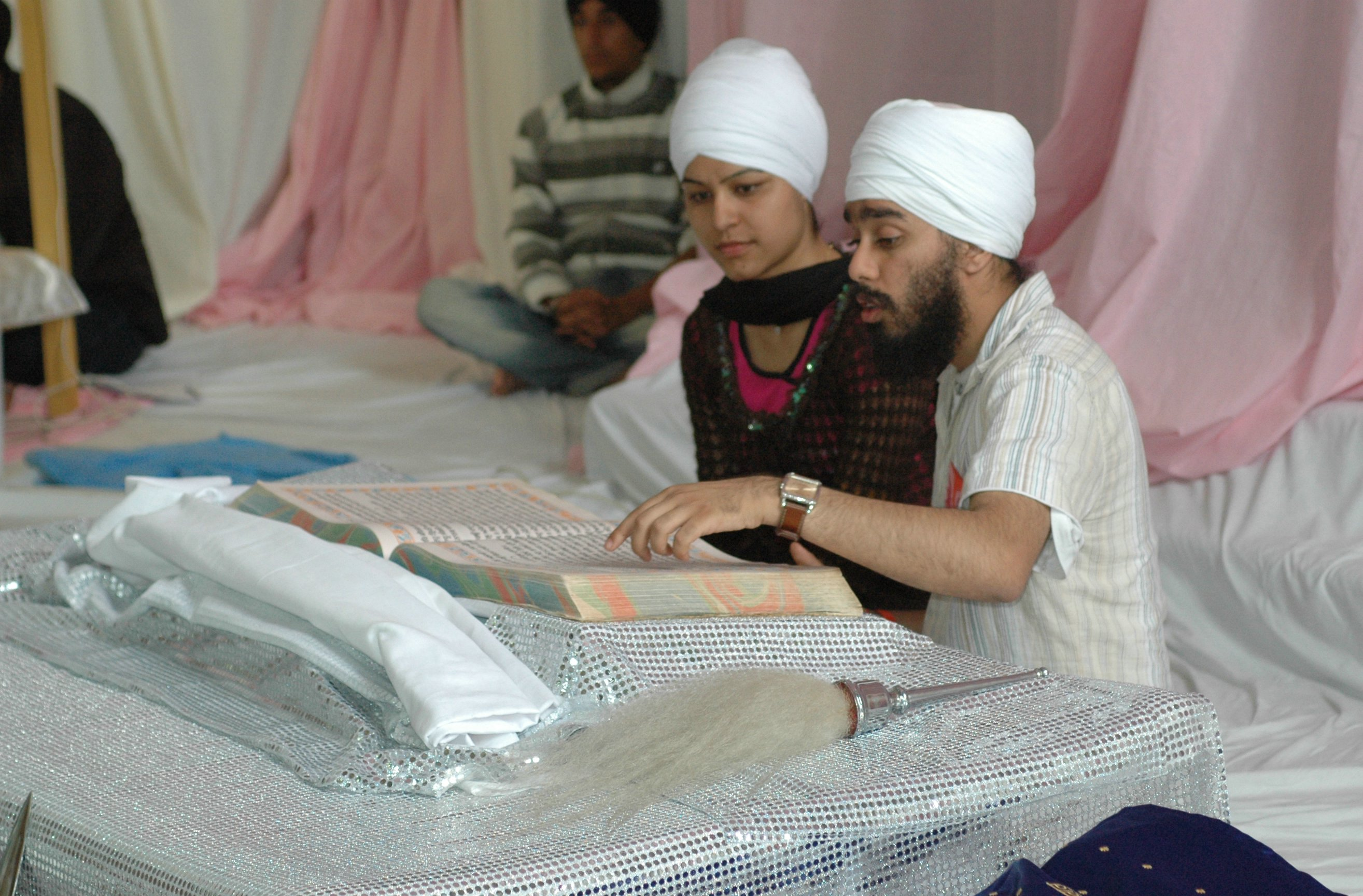
Sikh-Frau und Sikh-Mann mit Dastar, 2006

Weibliche Sikhs tragen optional einen Dastar oder ein leichtes Tuch, das Chunni oder Dupatta genannt wird. In Großbritannien gibt es Frauen-Ragi Jatha (religiöse Musikgruppe), bei denen alle Frauen und Mädchen einen Dastar tragen. 

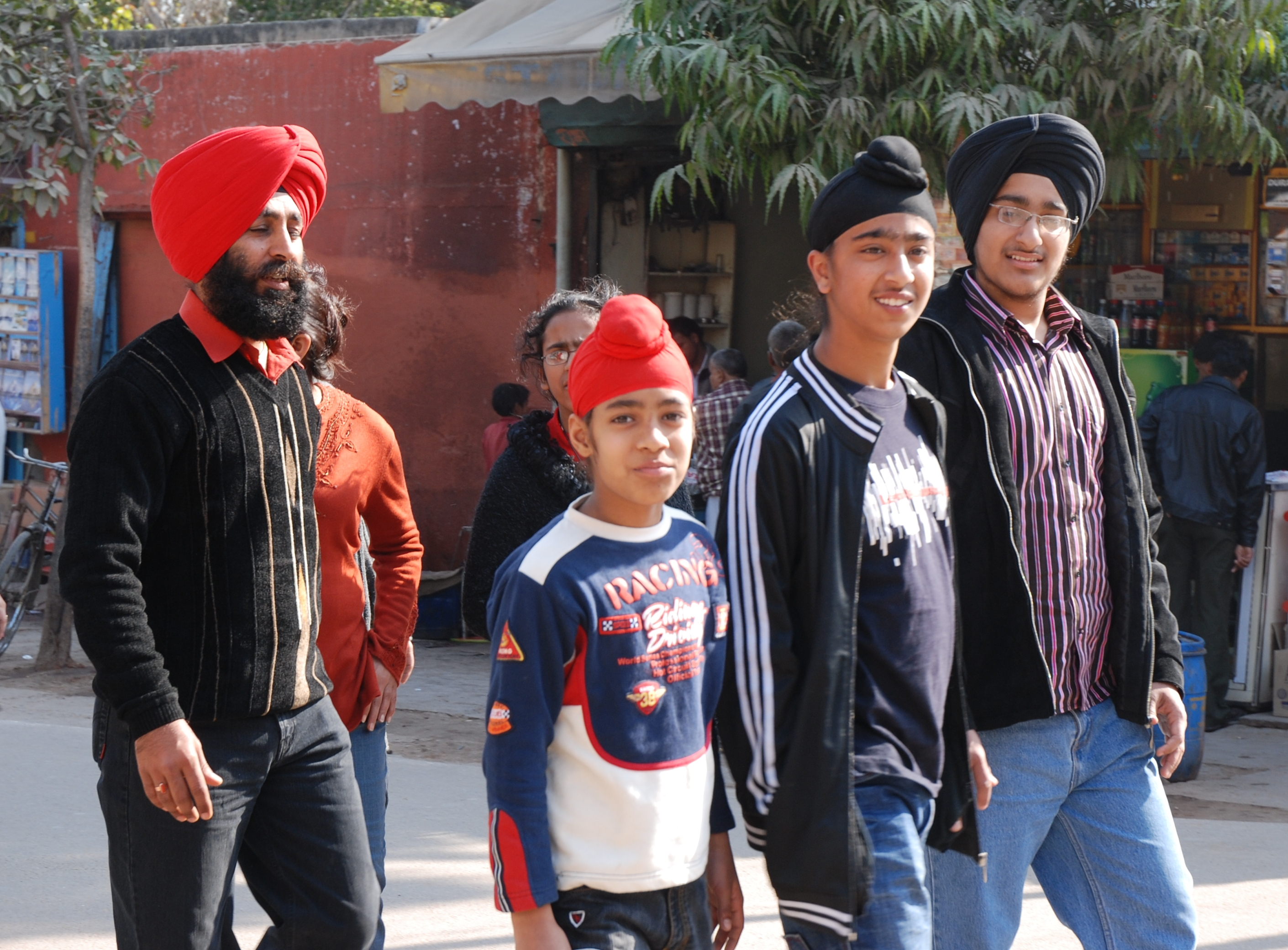
Die beiden außen laufenden Männer tragen den Dastar, die Jungen in der Mitte den Patka, Agra, 2007

Jungen tragen zunächst eine einfache Turban-Form, Patka genannt. Im Alter zwischen 12 und 16 Jahren bekommen die Jungen in der Dastar-bandi-Feier (Panjabi: ਦਸਤਾਰ ਬੰਦੀ), die zu Hause oder im Gurdwara stattfinden kann, ihren ersten Turban im Stil der Männerturbane gebunden.

## Material, Form und Farbe
Ein Dastar besteht aus einem oder mehreren Tüchern aus Baumwolle, Seide oder Synthetikfasern. Die Tücher können zwischen 150 Zentimetern und mehreren Metern lang sein, je nach Art der Wicklung. Beliebte Dastar-Formen sind etwa Dumalla und Pagri. Unter dem Dastar wird häufig ein Textil in Form einer Kappe getragen (pugree), um den Haarknoten zu halten. Wichtig ist, dass die Tuchenden nicht heraushängen, sondern sorgfältig zwischen die Lagen des Turbans gesteckt werden.
Die Farben des Dastar sind frei wählbar. Darüber, ob die Farben eine Bedeutung haben, gehen die Meinungen auseinander. Orange, kesri (Panjabi: ਕੇਸਰੀ), ist eine typische Farbe der Sikhs. Sie symbolisiert Opfer. So tragen viele Kirtan-Sänger einen weißen oder schwarzen Dastar. Weiß gilt auch als Farbe der Weisheit und Reinheit. Blau ist die Farbe der Khalsa und Nihangs.

## Debatten
Der Dastar wurde insbesondere in säkularen Ländern wiederholt als religiöses Symbol angesehen und verboten. Im Kopftuchstreit wird er häufig vergleichend herangezogen.
In Großbritannien wurde 1976 der Motor-Cycle Crash Helmets (Religious Exemption) Act erlassen, der festlegt, dass ein Sikh auf Grund seines Turbans keinen Motorradhelm tragen muss. In Norwegen wurde darüber gestritten, ob Sikhs den Dastar auf Passfotos tragen durften. Streitpunkt war in mehreren Ländern, darunter Norwegen, Schweden und USA, ob der Turban im öffentlichen Dienst, z. B. bei der Polizei, im Militär oder im Schuldienst, getragen werden durfte.